# José Mamede Alves Ferreira
José Mamede Alves Ferreira (Recife, 17 de agosto de 1820 — Recife, 1865) foi um engenheiro brasileiro.
Bacharel em matemática pela Universidade de Coimbra, se transferiu para a França, formando-se pela Escola de Engenharia de Paris. Restabelecido no Brasil, para onde regressou em fins de 1845, exerceu o cargo de engenheiro de Obras Públicas do Recife.

## Projetos
- Ginásio Pernambucano
- Cemitério de Santo Amaro
- Hospital Pedro II
- Casa de Detenção do Recife
- Casario da Rua da Aurora, no Recife.

Outros trabalhos
- Mapa demonstrativo das distâncias entre as frequesias de Pernambuco pelos caminhos mais curtos;
- Memória sobre o porto de Pernambuco, apresentada ao Ministério da Marinha pela Comissão, etc;
- Plano topo-hidrográfico do porto e cidade de Pernambuco, etc;
- Planta da cidade do Recife e seus arrabaldes;
- Projeto de orçamento para a fundação de um hospital de caridade na cidade do Recife.